# 蘆名経光
蘆名 経光（あしな つねみつ）は、鎌倉時代の武士。文永年間には伯耆国守護を務めた。葦名経光、芦名経光とも記載される。

## 生涯

### 守護就任まで
桓武平氏三浦氏流佐原氏の一族で父は佐原光盛。実弟には泰盛、盛信。ただし、泰盛は婿養子だという説もある。豪気な人物で、狩りを良くしたと云われる。文永9年（1272年）に伯耆守護となった。これは二月騒動で討たれた北条時輔の後を受けてのものである。また、二月騒動では実弟・盛信が自害している。

### 守護解任と所領争い
守護となった経光だったが、大山寺境内にて｢鬼神の如き｣と言われるほどに獣や蛇を狩るなど、蛮行に及んでいたため、数年で守護職を解任されてしまった。解任後しばらくの間、経光は諸国を流浪したという。
守護解任の後、実弟・泰盛が経光の私領を侵すという事件が起きた。経光は幕府に泰盛の非行を訴えたが、さらに泰盛は経光に対して｢物乞い｣と悪口した。この悪口と所領横領の咎により、泰盛は幕府によって罰を受け、領地も経光に還された。しかし、後世に栄えた蘆名氏は泰盛の系統である。

## 参考資料
- 林哲『会津芦名一族』 1979年
- 鈴木かほる『相模三浦一族とその周辺史』 2007年